# Pavel Tonkov
Pavel Sergeevič Tonkov (in russo Павел Сергеевич Тонков?; Iževsk, 9 febbraio 1969) è un ex ciclista su strada russo.
Professionista dal 1992 al 2005, vinse il Giro d'Italia 1996.

## Carriera
Debuttò nel ciclismo professionistico nel 1992 con la Russ-Bajkal, per passare poi alla Lampre-Colnago di Giuseppe Saronni poco prima del Giro d'Italia. Nel corso della sua carriera ottenne 36 vittorie, tra le quali la più importante è stato il Giro d'Italia 1996, quando vestì la maglia rosa per nove giorni. Successivamente si classificò secondo nella "Corsa rosa" sia nell'edizione 1997, sia in quella 1998.
Fu uno dei rivali di Marco Pantani: si ricordano i suoi duelli con il "Pirata" durante il Giro d'Italia 1998. Nel 1995 vinse il Tour de Suisse e nel 2000 si classificò terzo alla Vuelta a España. Si ritirò dall'attività agonistica nell'ottobre del 2005.

## Palmarès
- 1987 (dilettanti)

Campionati del mondo, In linea Juniores
- 1988 (dilettanti)

Classifica generale Hessen-Rundfahrt
- 1989 (dilettanti)

2ª tappa Tour du Poitou-Charentes et de la Vienne (Pons, cronometro)
Classifica generale Tour du Poitou-Charentes et de la Vienne
7ª tappa Giro di Slovacchia
Classifica generale Giro di Slovacchia
Duo Normand (con Romes Gainetdinov)
Campionati sovietici, cronometro a coppie (con Oleg Polovnikov)
- 1990 (dilettanti)

9ª tappa Corsa della Pace
7ª tappa Milk Race (Coventry > Nottingham)
1991 (dilettanti)
8ª tappa, 1ª semitappa Vuelta a Chile (Linares, cronometro)
9ª tappa Vuelta a Chile (Santiago del Cile > Farellones)
Classifica generale Vuelta a Chile
- 1992 (Lampre, tre vittorie)

1ª tappa Settimana Ciclistica Bergamasca (Poggiridenti)
8ª tappa Settimana Ciclistica Bergamasca
Classifica generale Settimana Ciclistica Bergamasca
- 1993 (Lampre, una vittoria)

4ª tappa Tour de Suisse (Berna > Vevey)
- 1994 (Lampre, due vittorie)

2ª tappa Settimana Ciclistica Bergamasca (Flero)
1ª tappa Grand Prix du Midi Libre (Escaldes-Engordany)
- 1995 (Lampre, due vittorie)

8ª tappa Tour de Suisse (Zugo > La Punt Chamues-ch)
Classifica generale Tour de Suisse
- 1996 (Panaria, sette vittorie)

2ª tappa Settimana Ciclistica Bergamasca (Albese con Cassano > Albese con Cassano)
3ª tappa Settimana Ciclistica Bergamasca (Almenno San Salvatore, cronometro)
5ª tappa Settimana Ciclistica Bergamasca (Flero > Flero)
Classifica generale Settimana Ciclistica Bergamasca
1ª tappa Tour de Romandie (Basilea > La Vue des Alpes)
13ª tappa Giro d'Italia (Loano > Pratonevoso)
Classifica generale Giro d'Italia
- 1997 (Mapei, nove vittorie)

4ª tappa Tour de Romandie (Monthey > Veysonnaz)
Classifica generale Tour de Romandie
3ª tappa Giro d'Italia (Santarcangelo di Romagna > San Marino, cronometro)
5ª tappa Giro d'Italia (Arezzo > Terminillo)
21ª tappa Giro d'Italia (Malè > Edolo)
Giro dell'Appennino
1ª prova Trofeo dello Scalatore (Biella > Santuario di Oropa)
Classifica finale Trofeo dello Scalatore
13ª tappa Vuelta a España (Ponferrada > Valgrande Pajares)
15ª tappa Vuelta a España (Oviedo > Lagos de Covadonga)
- 1998 (Mapei, cinque vittorie)

2ª tappa Settimana Ciclistica Bergamasca (Trescore Balneario > Adrara San Martino)
7ª tappa Settimana Ciclistica Bergamasca (Roncadelle > Roncadelle)
Classifica generale Settimana Ciclistica Bergamasca
18ª tappa Giro d'Italia (Selva di Val Gardena > Alpe di Pampeago)
Giro dell'Appennino
- 1999 (Mapei, una vittoria)

Luk-Cup Buhl
- 2002 (Lampre, una vittoria)

17ª tappa Giro d'Italia (Corvara in Badia > Folgaria)
- 2004 (Vini Caldirola, una vittoria)

17ª tappa Giro d'Italia (Brunico > Fondo Sarnonico)
- 2005 (LPR, cinque vittorie)

1ª tappa Clásica de Alcobendas (Alcobendas > Puerto de Navacerrada)
Classifica generale Clásica de Alcobendas

### Altri successi
- 1992 (Lampre)

Classifica giovani Giro d'Italia
- 1993 (Lampre)

Classifica scalatori Tour de Suisse
Classifica giovani Giro d'Italia
- 1995 (Lampre)

Classifica scalatori Tour de Suisse
- 1997 (Mapei)

Classifica a punti Trofeo dello Scalatore
- 2001 (Mercury)

Classifica scalatori Vuelta al País Vasco

## Piazzamenti

### Grandi Giri
Giro d'Italia
1992: 7º
1993: 5º
1994: 4º
1995: 6º
1996: vincitore
1997: 2º
1998: 2º
2000: 5º
2002: 5º
2003: ritirato
2004: 13º
- Tour de France

1994: ritirato
1995: ritirato
1999: ritirato
- Vuelta a España

1997: ritirato
1999: 4º
2000: 3º
2002: 67º
2004: ritirato

### Classiche monumento
- Milano-Sanremo

1994: 141º
2001: 152º
- Liegi-Bastogne-Liegi

2001: 16º
- Giro di Lombardia

1992: 14º
1994: 44º
1995: 14º
1999: 19º

### Competizioni mondiali
- Campionati del mondo su strada

Bergamo 1987 - In linea Juniores: vincitore
Chambéry 1989 - In linea Dilettanti: 19º
Duitama 1995 - In linea Elite: ritirato
Lugano 1996 - In linea Elite: ritirato
San Sebastián 1997 - In linea Elite: ritirato
Verona 1999 - In linea Elite: 18º
Plouay 2000 - In linea Elite: ritirato
- Giochi olimpici

Atlanta 1996 - In linea: 51º
Sydney 2000 - In linea: 29º